# Torbiel jajnika
Torbiel jajnika (ang. ovarian cyst) – choroba polegająca na występowaniu w obrębie jajnika patologicznej przestrzeni otoczonej ścianą. 
Wśród torbieli wyróżnia się m.in.:
- surowicze – tzw. torbiele proste
- torbiele endometrialne, zwane też torbielami czekoladowymi – tworzące się w przebiegu endometriozy
- torbiele dermatoidalne (tzw. skórzaste)

Torbiele mogą mieć charakter łagodny (przetrwały pęcherzyk Graafa), ale może również stanowić zmianę złośliwą (rak jajnika). Dla rokowania i leczenia bardzo istotne jest wczesne rozpoznanie.

## Objawy
- zaburzenia cyklu miesiączkowego
- krwawienia poza terminem miesiączki
- bóle podbrzusza
- stres
- omdlenia
- bóle głowy
- odczuwalne bóle jajnika na którym znajduje się torbiel
- mdłości oraz wymioty (rzadko, lecz zależy to od organizmu kobiety)

## Rozpoznanie
- badanie ginekologiczne
- ultrasonografia
- niekiedy biopsja torbieli
- laparoskopia

## Leczenie
- operacyjne
  - metoda tradycyjna – stosowana zawsze gdy istnieje ryzyko zmian nowotworowych.
  - metoda laparoskopowa – przy braku podejrzeń zmian nowotworowych, zalecana zwłaszcza kobietom młodym, które zamierzają w przyszłości urodzić dziecko.
- hormonalne

Torbiel jajnika trzeba koniecznie operować, jeśli: 
- jest na tyle duża, że – uciskając na inne narządy – utrudnia ich funkcjonowanie.
- istnieje ryzyko pęknięcia co może skutkować wewnętrznym krwawieniem i zakażeniem innych narządów w obrębie jamy brzusznej.
- istnieje duże ryzyko rozwoju raka jajnika np. przekroczenie przez kobietę 45.[1] roku życia.

## Klasyfikacja ICD10
| kod ICD10     | nazwa choroby                          |
| ------------- | -------------------------------------- |
| ICD-10: N83.0 | Pęcherzykowa torbiel jajnika           |
| ICD-10: N83.2 | Inne i nieokreślone torbiele jajnikowe |